# Adolph von Koerber
Adolph (Adolf) Wilhelm Koerber, ab 1861 von Koerber (* 18. August 1817 in Sandau, Provinz Sachsen; † 8. März 1895 in Kairo, Ägypten) war preußischer Wirklicher Geheimer Rat, Generallandschaftsdirektor und Politiker.

## Herkunft
Er entstammte einer bereits in der ersten Hälfte des 16. Jahrhunderts im Ostharz genannten Familie und war der Sohn des Gutsbesitzers Wilhelm Koerber (1783–1858), preußischer Landsturm-Bezirkskommandeur, Oberamtmann und Domänenpächter auf Gut Alvensleben, und der Juliane (Julie) Reuter (1794–1888). 1861 wurde Adolf (Adolph) von Koerber in Königsberg in den preußischen Adelsstand nobilitiert.

## Leben
Koerber übernahm schon ab 1839 die Verwaltung der väterlichen Güter. Später war er selbst Gutsherr auf 691 ha in Koerberrode, Groß-Plowenz und Hoheneichen (alle Landkreis Graudenz, Westpreußen). Um 1857 war Koerber bereits Landschaftsrat (Ritterschaftsrat). Er gründete die „Westpreußische Landwirtschaftliche Darlehenskasse“. Im Jahr 1871 wurde er Generallandschaftsdirektor von Westpreußen und 1894 königlich preußischer Wirklicher Geheimrat. In den Jahren 1849, 1867–1870 und 1892–1890 war er für das Rechte Centrum und die Reichs- und Freikonservative Partei (RFKP) als Abgeordneter im Preußischen Abgeordnetenhaus. Schließlich wurde er 1890 zum Mitglied des Preußischen Herrenhauses auf Lebenszeit berufen.

## Familie
Koerber heiratete am 1. Juni 1850 Clara Cawitzel (* 9. Mai 1827 in Berlin; † 27. September 1908 in Charlottenburg bei Berlin), die Tochter des Kaufmanns Heinrich Cawitzel und der Henriette Nicolas. Das Paar hatte mehrere Kinder:
- Viktor Adolf Wilhelm (* 21. März 1851; † 19. Dezember 1918) ⚭ Ida Luise von Lücken (1858–1930)
- Wally Julie Henriette (* 19. April 1854) ⚭ 1878 Ernst Wilhelm (Willy) von Witte (* 8. Oktober 1844), Herr auf Falkenwalde in der Neumark[5]
- Alfred[6] Anton (* 22. September 1860) ⚭ 1885 Gräfin Katharina von Posadowsky-Wehner (* 21. August 1866)

## Orden und Ehrenzeichen
- Stern zum Preußischen Kronen-Orden 2. Klasse (1887)